# Bitva u Prahy (1179)
Bitva u Prahy byla válečným střetem mezi nedávno svrženým císařem Barbarossou a zemskými předáky zrazeným českým knížetem Soběslavem II. a staronovým nástupcem trůnu Bedřichem podpořeným znojemským a brněnským knížetem Konrádem II. Otou v rámci tehdejších bojů o nástupnictví v Českém knížectví. Odehrála se v sobotu 27. ledna 1179 na prostranství pozdější pražské čtvrti Karlov, nedaleko tehdejší vsi Nusle, v blízkosti hradeb Prahy a skončila vítězstvím vojska Bedřicha a Konráda Oty. O čtyři dny ji předcházela, pro Soběslava II. vítězná, bitva u Loděnice. Soběslav následně Prahu opustil a na český trůn nastoupil Bedřich.

## Předehra
Od druhé poloviny 12. století začala kolonizace Vitorazska Rakušany a Bavory. Toto území však historicky patřilo Přemyslovcům. Proto Soběslav II. požadoval po rakouském vévodovi Jindřichu Jasomirgottovi území zpět. Po jeho odmítnutí vytáhl dvakrát v průběhu roku 1176 s hotovostí na rakouské území, kde silně plenil a pálil, i církevní zboží a kostely. Vévoda, který ustoupil až za Dunaj, si na postup českých vojsk stěžoval císaři; přidala se s protesty i papežská kurie. Barbarossa, už delší dobu nespokojený se Soběslavovou samostatnou politikou, udělil v roce 1178 pražský stolec v léno opět Bedřichovi (před pěti lety jím svrženému). Na konci léta, kdy Soběslav musel rozpustit část rytířsko-selského vojska, které nedokázal tak dlouho živit, se vydal Bedřich na tažení do Čech. Táhl přes Plzeň na Prahu sledován znovu svolaným Soběslavovým vojskem. Čeští velmoži Soběslava opustili a proto Bedřich po krátkém obléhání obsadil Prahu a Soběslav se stáhl na svůj hrad (hradiště) Skálu, odkud nadále vedl drobnou záškodnickou válku a čekal na svou příležitost.
Ta přišla, když v prosinci odjel Bedřich za císařem na říšský sněm do Wormsu – Soběslav se pokusil dobýt Pražský hrad, aby se tak dostal k nastolovacímu kameni, jenže posádka jej ubránila. Se svými věrnými se tedy obrátil k pohraničním hvozdům, aby přepadl vracejícího se Bedřicha, ale ten dostal zavčas varování, jež za ním poslala jeho manželka, kněžna Alžběta Uherská. Zastavil se tudíž u hraničních průseků, rozeslal posly ke svým příznivcům do Čech i do německých zemí a také požádal o pomoc vzdáleného moravského bratrance, znojemského knížete Konráda II. Otu. Teprve když se pod Bedřichem shromáždila dostatečná síla vojska, takže se cítil v přesile a navíc další oddíly byly na cestě, vyrazil do nitra Čech.
Ke střetu obou armád došlo v lednu 1179 u vsi a potoka Loděnice u Berouna ve středních Čechách. Bedřichovo vojsko utrpělo v bitvě těžkou porážku, sám kníže se měl sám spasit útěkem. Zatímco se Soběslav se spojenci stáhl zpět ku Praze, Bedřichovo vojsko se v rámci několikadenního pochodu za mrazivého počasí se od Loděnice vydalo jihovýchodním směrem k toku řeky Sázavy. V místech městečka Prčice narazil Bedřich na vojska svého spojence Konráda Oty, které jej přišlo podpořit z Moravy, a po jednodenním odpočinku společně vytáhli podél Sázavy a Vltavy směrem ku Praze, kam po celonočním přesunu dorazili v sobotu nad ránem. Sešikovaná vojska soupeřů je za zvuků pražských zvonů očekávala na pláni východně od hradeb Prahy.

## Průběh bitvy
O událostech bitvy informuje několik kronik vytvořených v pozdějších staletích, především pak kronika opata milevského kláštera Jarlocha.
Soběslavovi věrné vojsko zaujímalo strategicky výhodné a dobře hájitelné postavení na vyvýšené plošině nad Nuselským údolím. I přes tvrdé zimní podmínky a vyčerpání po celonočním pochodu zahájila Bedřichova a Konrádova vojska, přítomná v násobné převaze, útok. Ten byl veden v místech patrně nejschůdnějšího terénu, v místech později vystavěné ulice Na Bojišti na Novém Městě Pražském. Bitva se zpočátku měla vyvíjet pro Bedřicha, který se svým převážně pěším zaútočil jako první, nepříznivě, v jeho prospěch ji zvrátil až zásah zejména jízdních  oddílů Konráda Oty. Soběslavovo početně slabší a rovněž bojem u Loděnice vyčerpané vojsko se i se svrženým knížetem dalo na ústup směrem k pozdějšímu Karlínu a přes Prosek pryč od Prahy k Soběslavově hradu Skála.
Bitva byla podle kronikářů velmi krvavá, své oběti si vyžádalo také mrazivé počasí.
| „         | ... pro náramnou toho dne zimu téměř všichni ranění pomřeli v krátké chvíli. | “ |
| — Jarloch |                                                                              |   |

## Po bitvě

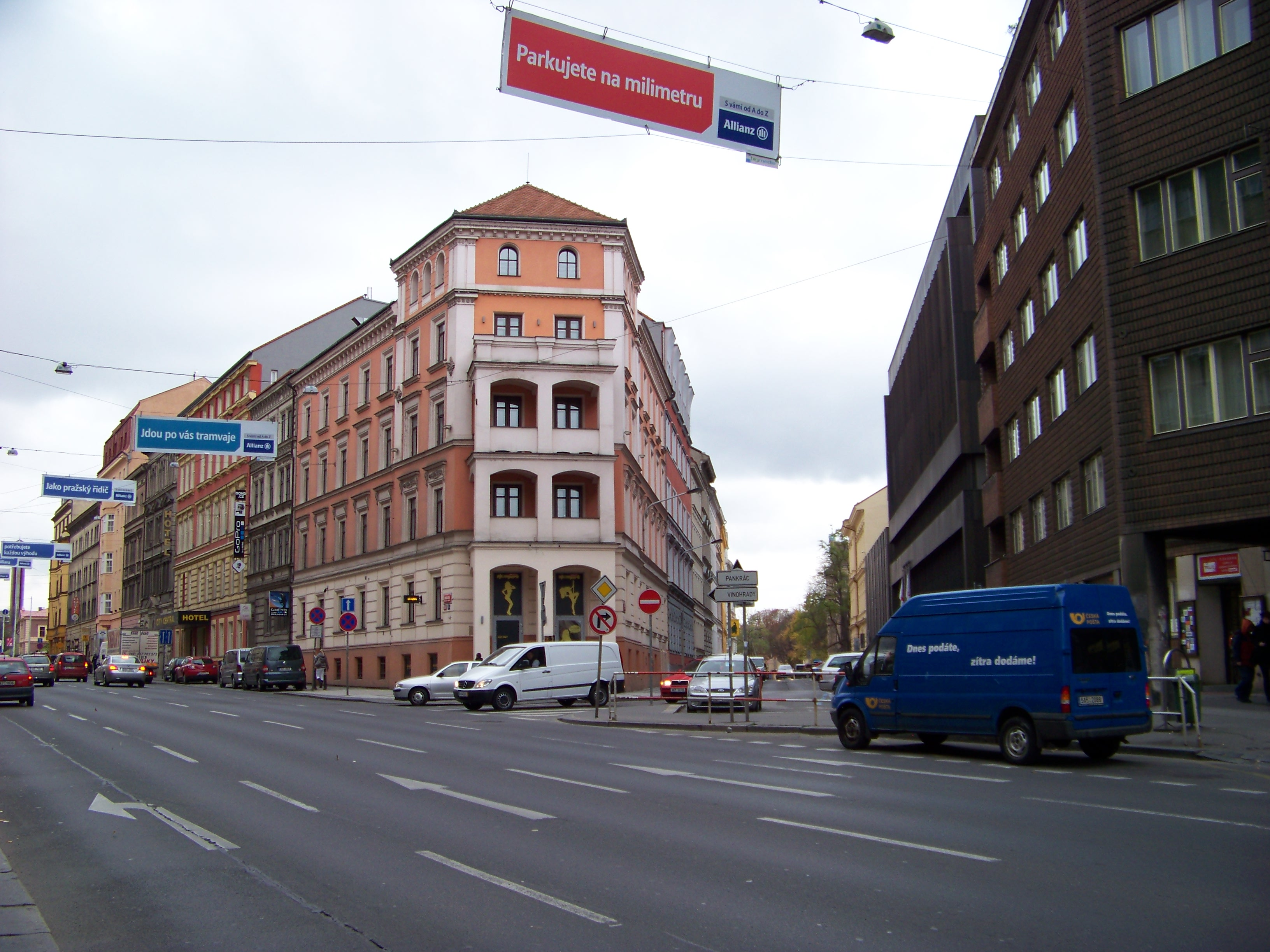
Pohled do ulice Na Bojišti od náměstí I. P. Pavlova, Praha-Nové Město

Soběslav II. se po naprosté porážce stáhl na své opevněné sídlo Skála, odkud však brzy utekl do zahraničí, kde doufal najít pomoc. Nicméně již roku 1180 tam zemřel a zanechal po sobě bezdětnou vdovu Elišku. Jeho ostatky byly převezeny zpět do Čech a uloženy v kryptě baziliky na Vyšehradě.
Bedřich se tak na opět získaném trůně nakonec udržel. Následná léta jeho neúspěšné vlády však znamenala dosud nejhlubší krizi středověkého českého státu. Na Moravě mezitím posiloval moc Konrád II. Ota z linie znojemských Přemyslovců, jemuž se podařilo spojit moravské úděly v jeden celek. Roku 1182 se pak nakrátko stal českým knížetem, na knížecí stolec se pak vrátil roku 1189 a setrval v ní až do své smrti roku 1191.

## Památky bitvy
Bedřichova manželka Alžběta nechala v místě bitvy na paměť padlých vybudovat kostel svatého Jana Evangelisty, který zde vznikl před rokem 1183. Za husitských válek byl kostel pobořen a během třicetileté války úplně zanikl. Odkryt byl při archeologických průzkumech v letech 1929 a 1982.
Bitva u Prahy se ve městě udržela ve veřejném povědomí i v následujících staletích, především místním názvem dotyčného prostranství na Karlově Na Bojišti. Tentýž název dostala také ulice, Na Bojišti, vzniknuvší v rámci stavebního růstu pražského Nového Města.